# Peugeot 206+
Peugeot 206+ – samochód osobowy klasy aut miejskich produkowany przez francuską markę Peugeot w latach 2007 - 2014.

## Historia modelu

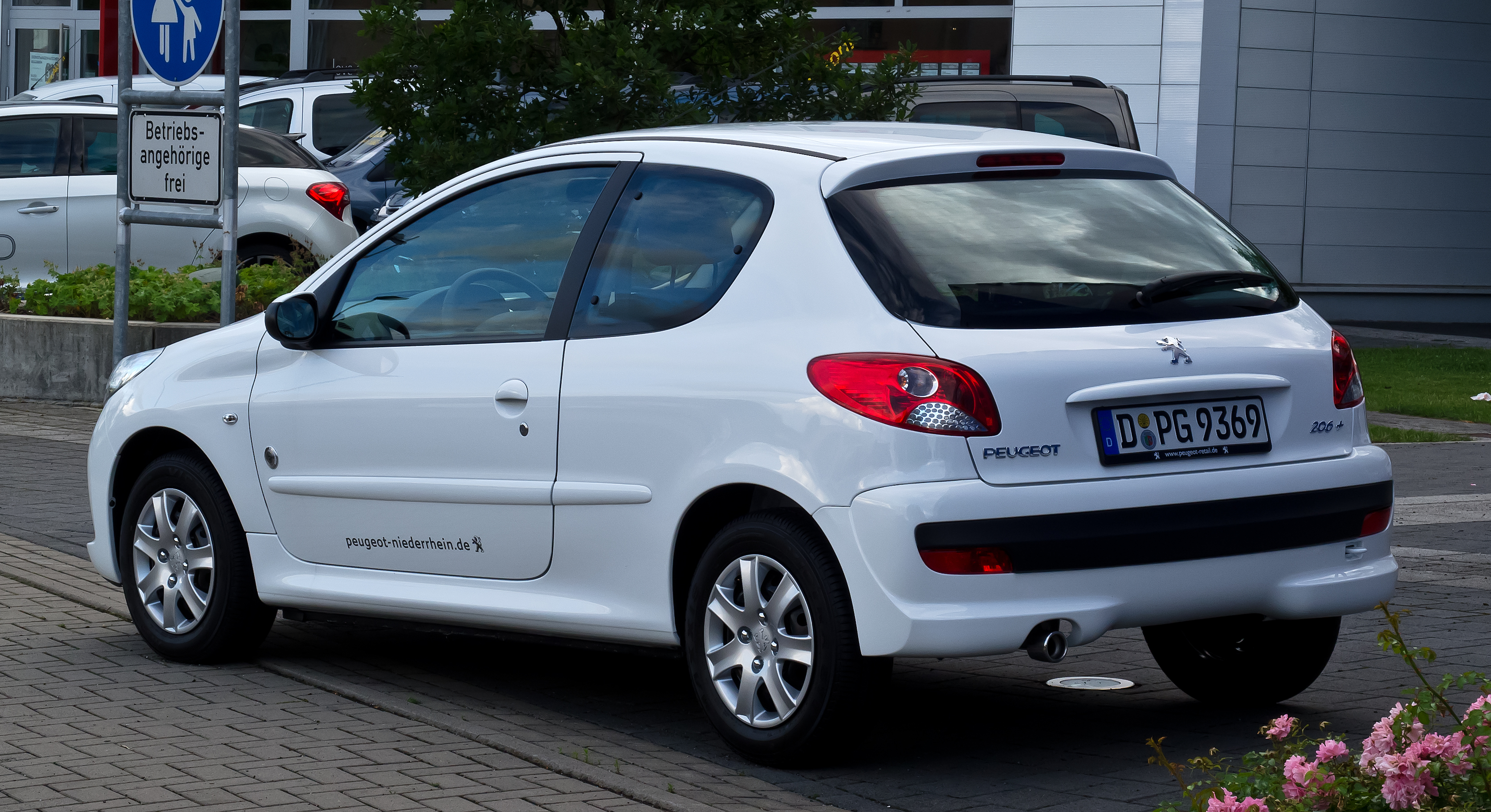
Peugeot 206+ - tył

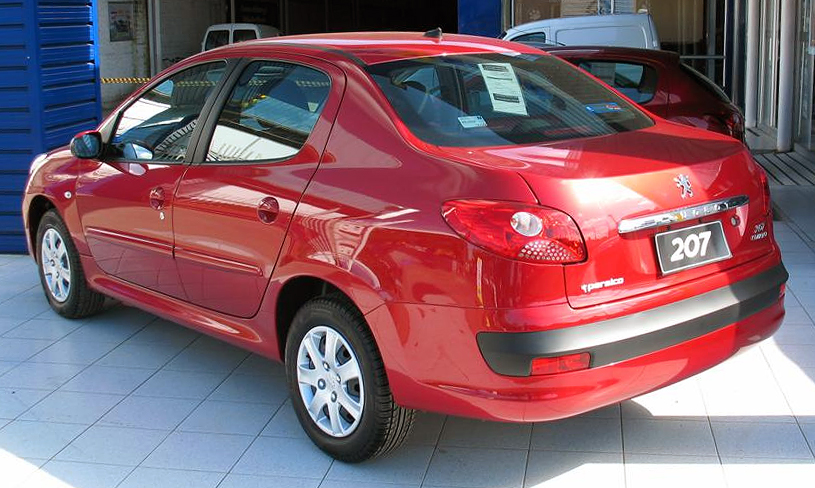
Peugeot 207 Compact Sedan

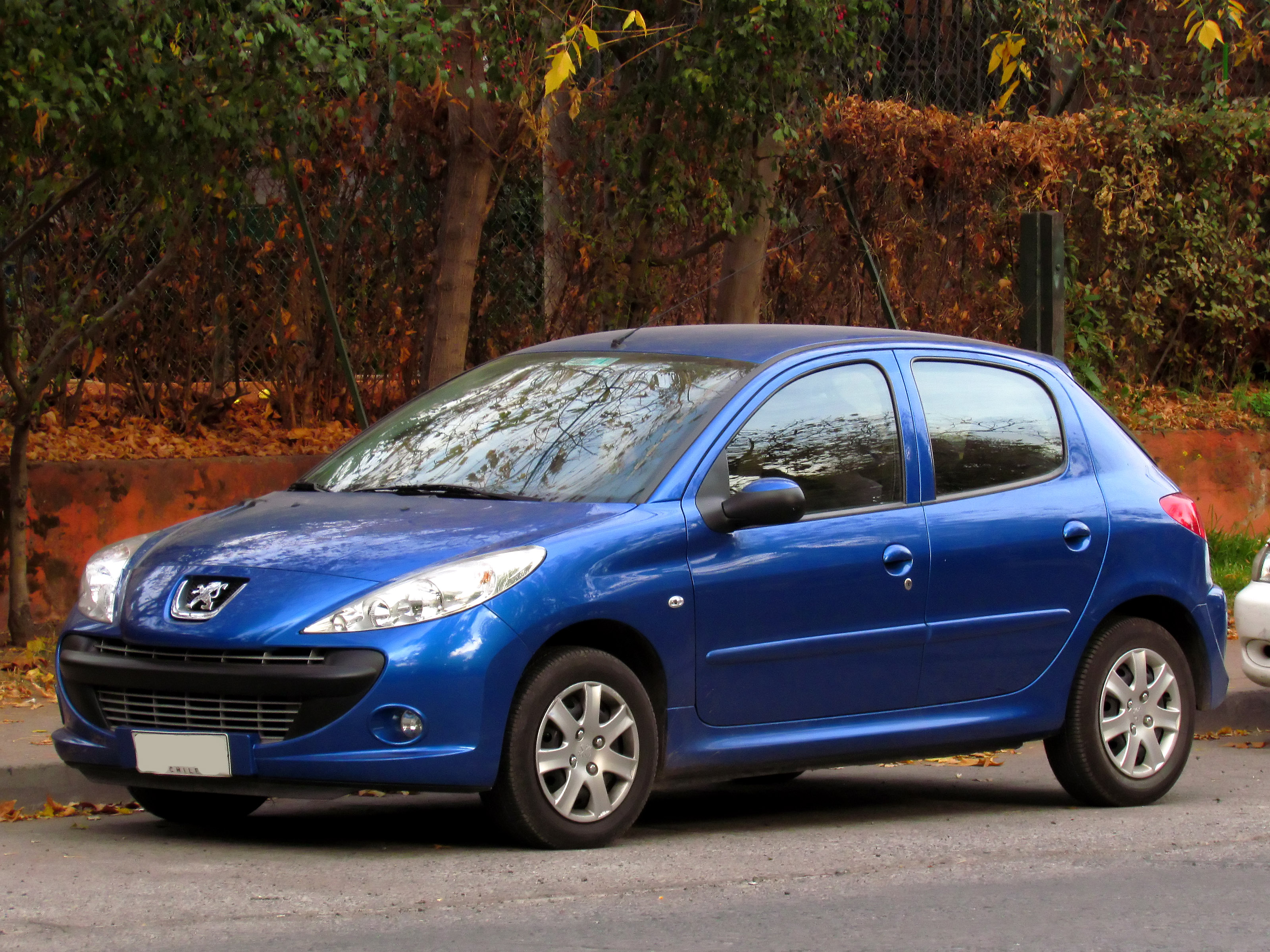
Peugeot 207 Compact

W 2007 roku na SIAM Auto Show Peugeot do Brasil zaprezentował zmodernizowaną odmianę Peugeota 206 pod nazwą 207 Compact. Przód pochodzi od modelu Peugeot 207, natomiast reszta to elementy z modelu 206. W palecie są 3- i 5-drzwiowy hatchback, kombi, sedan oraz planowany pickup. Sprzedaż nie jest już prowadzona wyłącznie w Brazylii, ponieważ na Geneva Motor Show w 2009 roku zaprezentowano europejską odmianę pod różniącą się kilkoma szczegółami pod nazwą Peugeot 206+. Paleta nadwozi będzie obejmowała tylko 3 i 5-drzwiowego hatchbacka.
Europejska wersja, Peugeot 206+, po raz pierwszy zadebiutowała w Lipsku w 2009 roku. Polska premiera odbyła się w Poznaniu w maju 2009 roku. Peugeot zaprezentował ten model z powodu starzejącej się sylwetki nadal popularnego modelu 206, którego produkcji postanowiono nie wstrzymywać mimo premiery następcy. 206+ nie jest jednak zupełnie nowym modelem, lecz zmodernizowaną wersją Peugeota 206. Z przodu można zauważyć podobieństwo do modelu 207. Jego sprzedaż rozpoczęła się w pierwszej połowie maja, a zakończyła się w drugiej połowie 2012 roku na rzecz następcy – modelu 207+. Model wciąż oferowany jest w lekko zmienionej formie w Brazylii i Argentynie jako Peugeot 207 Compact aż w 5 wersjach nadwoziowych.
Auto standardowo wyposażone jest w czołowe poduszki powietrzne kierowcy i pasażera, ABS z EBD, BAS. Wersja ta nazywa się PRESENCE.